# Ryūji Fujiyama
Ryūji Fujiyama (藤山 竜仁?, Fujiyama Ryūji; 9 giugno 1973) è un ex calciatore giapponese, di ruolo centrocampista.